# KkStB-Tenderreihe 45
| KFNB G / kkStB 45         | KFNB G / kkStB 45 | KFNB G / kkStB 45 |
| ------------------------- | ----------------- | ----------------- |
| kein Bild vorhanden       |                   |                   |
| Technische Daten          |                   |                   |
|                           | 45.01–63          | 45.64–45.99       |
| Anzahl der Achsen         | 3                 | 3                 |
| Baujahr                   | 1867–1872         | 1867–1872         |
| Stückzahl                 | 106               | 106               |
| Radstand                  | 3160 mm           | 3160 mm           |
| Laufrad-Ø                 | 969 mm            | 969 mm            |
| LüP                       | 6135 mm           | 6135 mm           |
| Wasser                    | 9,6 m³            | 9,6 m³            |
| Kohle                     | 7,1 m³            | 7,1 m³            |
| Leergewicht               | 11,0 t            | 13,0 t            |
| Dienstgewicht             | 26,3 t            | 28,3 t            |
| gekuppelt mit Lokomotiven | 207, 121, 149     | 207, 121, 149     |

Die kkStB-Tenderreihe 45 war eine Schlepptenderreihe der kkStB, deren Tender ursprünglich von der Kaiser Ferdinands-Nordbahn (KFNB) stammten.
Die KFNB beschaffte diese Tender für ihre Lokomotiven ab 1867.
Sie wurden von der Wiener Neustädter Lokomotivfabrik, von der Avonside Engine Company in Bristol, von der Lokomotivfabrik der StEG und von Strousberg in Hannover geliefert.
Bei der KFNB wurden sie als Tenderreihe G bezeichnet.
Nach der Verstaatlichung der KFNB reihte die kkStB diese Tender als Reihe 45 ein und kuppelte sie weiterhin nur mit Lokomotiven der
ehemaligen Nordbahn.